# Synthpunk
Synthpunk (také známý jako electropunk) je hudební žánr, který kombinuje prvky elektronické hudby a punk rocku. Termín byl vytvořen Damianem Ramseym v roce 1999 jako pokus zpětně identifikovat malý subžánr punkové hudby od roku 1977 do roku 1984, který rozvíjejí muzikanti hrající na syntezátory místo na elektrické kytary.